# Anthurium buganum
Anthurium buganum är en kallaväxtart som beskrevs av Adolf Engler. Anthurium buganum ingår i släktet Anthurium och familjen kallaväxter. Inga underarter finns listade.